# III. János breton herceg
III. János bretagne-i herceg (Château de Champtoceaux, 1286. március 8. – Caen, 1341. április 30.) II. Artúr bretagne-i herceg és Mária limoges-i márkinő első gyermeke. (A szülők 1275-ben kötöttek házasságot.)
Két öccse született:
- Guy (1287-1331)
- János (1289-1312)

Amikor III. János anyja, Mária 1291-ben meghalt, apja újranősült, ezúttal a néhai skót király, III. Sándor özvegyét, a 29 éves Dreux-i Jolandát vette feleségül 1292 májusában, ám János nagyon ellenezte ezt a frigyet. Mindezek ellenére a párnak hét gyermeke született:
- Johanna (1294-1363)
- Péter (1295-1345. szeptember 16.)
- Beatrix (1295-1384)
- Johanna (1296-1364)
- Aliz (1297-1377)
- Blanka (1300-ban született, de valószínű, hogy még csecsemőként meghalt)
- Mária (1302-1371)

1297-ben a csupán 11 éves János nőül vette Valois Izabella grófnőt, Valois Károly gróf és Anjou Margit nápolyi királyi hercegnő legidősebb leányát, aki akkor mindössze 5 esztendős volt, ám Izabella 12 évnyi házasság után, 17 évesen meghalt, gyermeket pedig nem szült férjének.
1310-ben a 24 éves János újra megházasodott, második felesége a 27 esztendős Kasztíliai Izabella aragóniai királyné lett, IV. Sancho kasztíliai király és María de Molina leánya, ám János 18 év múlva, 42 éves korában ismét megözvegyült, s Izabella is gyermektelenül halt meg, akárcsak az első feleség, Valois Izabella.
1312. augusztus 27-én meghalt János édesapja, s ő lépett örökébe, III. János néven.
1329-ben, 43 évesen harmadjára is oltár elé állt, ezúttal a 19 éves Szavojai Johannával, Eduárd szavoyai gróf és Burgundiai Bianka leányával, azonban sajnos ez a frigy sem hozott gyermekáldást. János 1341. április 30-án, 55 évesen hunyt el, Caen-ben, özvegye, Johanna pedig három év múlva, 1344. június 29-én követte férjét a sírba. Jánost a Notre-Dame des Carmes-ban helyezték végső nyugalomra.
1. 1 2 3  p148.htm#i1480, 2020. augusztus 7.